# 中黒靖
中黒 靖（なかぐろ やすし、 - ）は編集者、ゲームデザイナー。広島県出身。（国際通信社発行）『コマンドマガジン日本版』編集長。

## 来歴
翔企画発行『シミュレイター』誌の編集を行いながら、同社の安価なシミュレーションゲーム「SSシリーズ」で、多数のボードゲームをデザインする。
1994年『コマンドマガジン日本版』の創刊号に編集長として就任、現在に至る。

## 作品リスト

### 国際通信社
- 北海道戦争（コマンドマガジン第50号付録）
- ウクライナ '44（コマンドマガジン第70号付録）
- 第一次世界大戦（コマンドマガジン第72号付録）
- マーケットガーデン作戦（コマンドマガジン第74号付録）
- シンガポール陥落（コマンドマガジン第77号付録）
- モスクワ'41（コマンドマガジン第84号付録）
- ビルマ電撃戦／フライング・タイガース（コマンドマガジン第94号付録）
- ノモンハン1939（コマンドマガジン第108号付録）
- 常徳殲滅作戦（コマンドマガジン第111号付録）
- ドゥブノ大戦車戦（コマンドマガジン第120号付録）
- 日露大戦（ウォーゲームハンドブック2011）
- 太平洋空母決戦（ウォーゲームハンドブック2012）
- 激闘！ロンメル軍団／激闘！川中島（ウォーゲームハンドブック2013）
- ワーテルローの戦い（ウォーゲームハンドブック2015）
- 太平洋戦史（コマンドベーシック）

### 翔企画・SSシリーズ
- モスクワ電撃戦
- ヒトラー帝国の興亡
- ミッドウェイ空母戦
- バルジの戦い

### その他
- フィリピン攻略戦（このシミュゲがすごい！2012）
- ブーゲンビル・キャンペーン（このシミュゲがすごい！2013）
- アルンヘム！（このシミュゲがすごい！2014）
- ガダルカナル！（このシミュゲがすごい！2015）
- AFRIKA!
- NORWAY!
- ガダルカナル戦記
- 南京作戦（このシミュゲがすごい！2016） （後に上海事変に再録）
- ポイントブランク作戦（このシミュゲがすごい！2017）
- 第一次上海事変 （上海事変の一部として発売）
- コメート！
- 夜襲！島田戦車隊（Ｂａｎｚａｉマガジン#1） [1]